# Småtjärnarna (Gnarps socken, Hälsingland, 688835-158404)
Småtjärnarna är en sjö i Nordanstigs kommun i Hälsingland och ingår i Ljungan-Gnarpsåns kustområde.